# Dziennik pisarza
Dziennik pisarza (ros. tytuł oryg. Дневник писателя) – zbiór dzieł Fiodora Dostojewskiego, wychodzący w latach 1873–1881.

## Historia wydania
Na początku Dziennik pisarza był wydawany w tygodniku księcia W.P. Mieszczerskiego Grażdanin, którego redaktorem był Dostojewski. W latach 1876 i 1877 Dziennik wychodził niezależnie, w comiesięcznych wydaniach. W latach 1880 i 1881 pojawiło się tylko po jednym wydaniu.

## Ważniejsze dzieła, które weszły w składDziennika pisarza
- Bobok. Zapiski pewnej osoby (5 lutego 1873)
- Stuletnia (marzec 1876)
- Łagodna. Opowiadanie fantastyczne (listopad 1876)
- Sen śmiesznego człowieka. Opowiadanie fantastyczne (kwiecień 1877)

## Forma literacka
W Dzienniku pisarza Dostojewski odpowiadał w formie publicystycznej na poruszające go współczesne zdarzenia. Oprócz tego Dziennik zawiera szereg utworów literackich – opowiadań, szkiców, wspomnień.
Krytyka lat 70. XIX w. zauważała znaczenie literackie Dziennika pisarza. W ostatnim okresie twórczości Dostojewski rzeczywiście osiągnął porażającą siłę wyrazu w małych formach literackich, które zawierają wydania Dziennika. Tworzy nowe rodzaje powieści filozoficznej i psychologicznej (Łagodna i Sen śmiesznego człowieka), opowiadania fantastycznego (Bobok), szkiców literackich o współczesnym mu Petersburgu (Stuletnia).